# Hans Koegler
Hans Koegler (* 26. Dezember 1874 in Stuttgart; † 7. Oktober 1950 in Basel) war ein deutsch-schweizerischer Kunsthistoriker.
Hans Koegler wuchs in Wien auf. Von Herbst 1893 bis Ostern 1897 studierte er Architektur an der Technischen Hochschule Stuttgart. Danach studierte er Kunstgeschichte an den Universitäten Straßburg und Wien. Er blieb jedoch ohne Studienabschluss. 1900/01 nahm er als Einjährig-Freiwilliger des deutschen Expeditionskorps an der Bekämpfung des Boxeraufstands in China teil; hierfür erhielt er die China-Denkmünze. Anschließend studierte er die Holz- und Metallstiche von Hans Holbein dem Jüngeren und siedelte 1903 nach Basel über. Von 1914 bis 1918 nahm er als deutscher Artillerieoffizier (Leutnant d. R.) am Ersten Weltkrieg teil. Nachdem er in Folge des Krieges sein Vermögen verloren hatte, wurde er 1919 Assistent am Kupferstichkabinett Basel, von 1927 bis zu seinem Ruhestand 1940 war er als Kustos dessen Leiter. Am 17. November 1922 wurde er für seine Verdienste um die Holbein-Forschung Ehrendoktor der Universität Basel. Da seine Pension zum Lebensunterhalt zu klein war, nahm er 1946 eine Halbtagsstelle an der Universitätsbibliothek Basel an.
Sein Hauptforschungsgebiet waren Graphik, Druckillustrationen sowie Handzeichnungen des 15. und 16. Jahrhunderts, so etwa von Niklaus Manuel Deutsch, Urs Graf dem Älteren und Hans Holbein dem Jüngeren.

## Veröffentlichungen (Auswahl)
- Einzelne Holz- und Metallschnitte des fünfzehnten Jahrhunderts aus der Universitätsbibliothek in Basel (= Einblattdrucke des fünfzehnten Jahrhunderts 16). Heitz, Straßburg 1909.
- Beschreibendes Verzeichnis der Basler Handzeichnungen des Niklaus Manuel Deutsch. Basel 1930 (Digitalisat).
- mit Conrad von Mandach, Robert Spreng: Niklaus Manuel Deutsch. Graf, Basel 1941.
- Hans Holbein d. J. Die Bilder zum Gebetbuch Hortulus animae. Schwabe, Basel 1943.
- Hundert Tafeln aus dem Gesamtwerk des Urs Graf. Basel 1947.